# شهرداری تورنیشه
شهرداری تورنیشه (به لاتین: Municipality of Turnišče) یک منطقهٔ مسکونی در اسلوونی است که در اسلوونی واقع شده‌است. شهرداری تورنیشه ۲۳٫۸ کیلومتر مربع مساحت و ۳٬۴۲۲ نفر جمعیت دارد.